# NGC 4111
NGC 4111 (другие обозначения — UGC 7103, MCG 7-25-26, ZWG 215.28, PGC 38440) — галактика в созвездии Гончие Псы.
Этот объект входит в число перечисленных в оригинальной редакции «Нового общего каталога».
Галактика NGC 4111 входит в состав группы галактик NGC 4051. Помимо NGC 4111 в группу также входят ещё 19 галактик.
В галактике, вероятно, формируется активное ядро.